# 1892 في المملكة المتحدة
فيما يلي قوائم الأحداث التي وقعت خلال عام 1892 في المملكة المتحدة.

## سياسة

### تعيين في المنصب
- 11 أغسطس – روبرت سيسل زعيم معارضة.
- 15 أغسطس – وليم غلادستون رئيس وزراء المملكة المتحدة، اللورد أمين الختم الكنيف [الإنجليزية]‏.
- 18 أغسطس – جورج تريفليان وزير الدولة لشؤون اسكتلندا [الإنجليزية]‏.
- 18 أغسطس – هربرت أسكويث وزير الدولة للشؤون الداخلية [الإنجليزية]‏.
- 18 أغسطس – هنري كامبل بانرمان وزير الدولة لشؤون الحرب [الإنجليزية]‏.

### انتهاء فترة المنصب
- 11 أغسطس – روبرت سيسل رئيس وزراء المملكة المتحدة.
- 11 أغسطس – وليم غلادستون زعيم معارضة.
- 6 أكتوبر – ألفريد تنيسون شاعر بلاط المملكة المتحدة.

## رياضة
- 1 يناير – بطولة ويمبلدون 1892

## كتب
من الكتب التي صدرت هذه السنة في المملكة المتحدة:
- 1 يناير – مغامرات شرلوك هولمز من تأليف آرثر كونان دويل.

## مواليد

### يناير
- 1 يناير – جيمس أبوت لاعب كرة قدم إنجليزي.
- 8 يناير – باسل أوكونور
- 14 يناير – جورج ويلسون
- 18 يناير – آلان ألكسندر ميلن

### مارس
- 27 مارس – توم ديفيز لاعب كرة قدم إنجليزي.

### أبريل
- 13 أبريل – روبرت واتسون وات
- 21 أبريل – فريدي ديكسون

### مايو
- 3 مايو – جورج باغيت طومسون
- 5 مايو – دوروثي غارود
- 15 مايو – جيمي ويلد ملاكم من المملكة المتحدة.

### يونيو
- 21 يونيو – أليكساندر وات
- 26 يونيو – جيرالد سميث ممثل من المملكة المتحدة.
- 28 يونيو – إدوارد هاليت كار

### أغسطس
- 29 أغسطس – ديانا كوبر

### سبتمبر
- 6 سبتمبر – إدوارد فيكتور أبلتون
- 6 سبتمبر – ماكس ووسنام لاعب كرة قدم إنجليزي.
- 11 سبتمبر – ويلر درايدن
- 18 سبتمبر – سيريل ووكر لاعب غولف من الولايات المتحدة الأمريكية.

### أكتوبر
- 19 أكتوبر – جيلبرت ماكريث

### نوفمبر
- 5 نوفمبر – جون ألكوك
- 5 نوفمبر – جون هولدين

### ديسمبر
- 21 ديسمبر – ريبيكا ويست

## وفيات

### يناير
- 2 يناير – جورج بيدل أيري (مواليد 1801)
- 14 يناير – ألبرت فيكتور دوق كلارنس وأفوندال (مواليد 1864)
- 21 يناير – جون كوش آدامز (مواليد 1819)
- 31 يناير – تشارلز سبورجون (مواليد 1834)

### فبراير
- 16 فبراير – كاثرين غيج (مواليد 1815) عالمة نبات أيرلندية.
- 16 فبراير – هنري والتر بيتس (مواليد 1825)

### مارس
- 11 مارس – أرشيبالد سكوت كوبر (مواليد 1831) كيميائي بريطاني.
- 29 مارس - ويليام بومان، جراح وعالم أنسجة وعالم تشريحإنجليزي ولد عام 1816.

### أبريل
- 15 أبريل – أميليا إدواردز (مواليد 1831)
- 17 أبريل – ألكسندر ماكينزي (مواليد 1822)
- 22 أبريل – لويس بيلي (مواليد 1825) سياسي بريطاني.

### مايو
- 8 مايو – جيمس طومسون (مواليد 1822) مهندس بريطاني.

### يوليو
- 18 يوليو – توماس كوك (مواليد 1808) رائد أعمال من المملكة المتحدة.

### أكتوبر
- 6 أكتوبر – ألفريد تنيسون (مواليد 1809)

### ديسمبر
- 18 ديسمبر – ريتشارد أوين (مواليد 1804)